# Ichthyodes websteri
Ichthyodes websteri là một loài bọ cánh cứng trong họ Cerambycidae.